# Jeu de sable
 (mai 2024).
 (mai 2024).

Le Jeu de sable — également appelé Thérapie par le Jeu de sable (« Sandplay Therapy ») — est une technique thérapeutique d'inspiration jungienne décrite par la thérapeute suisse Dora Maria Kalff (1904-1990) à la suite des travaux de Margaret Lowenfeld (1890-1973), consistant à mettre en forme les désirs et complexes psychiques du consultant par la manipulation de sable, d'eau et de figurines.

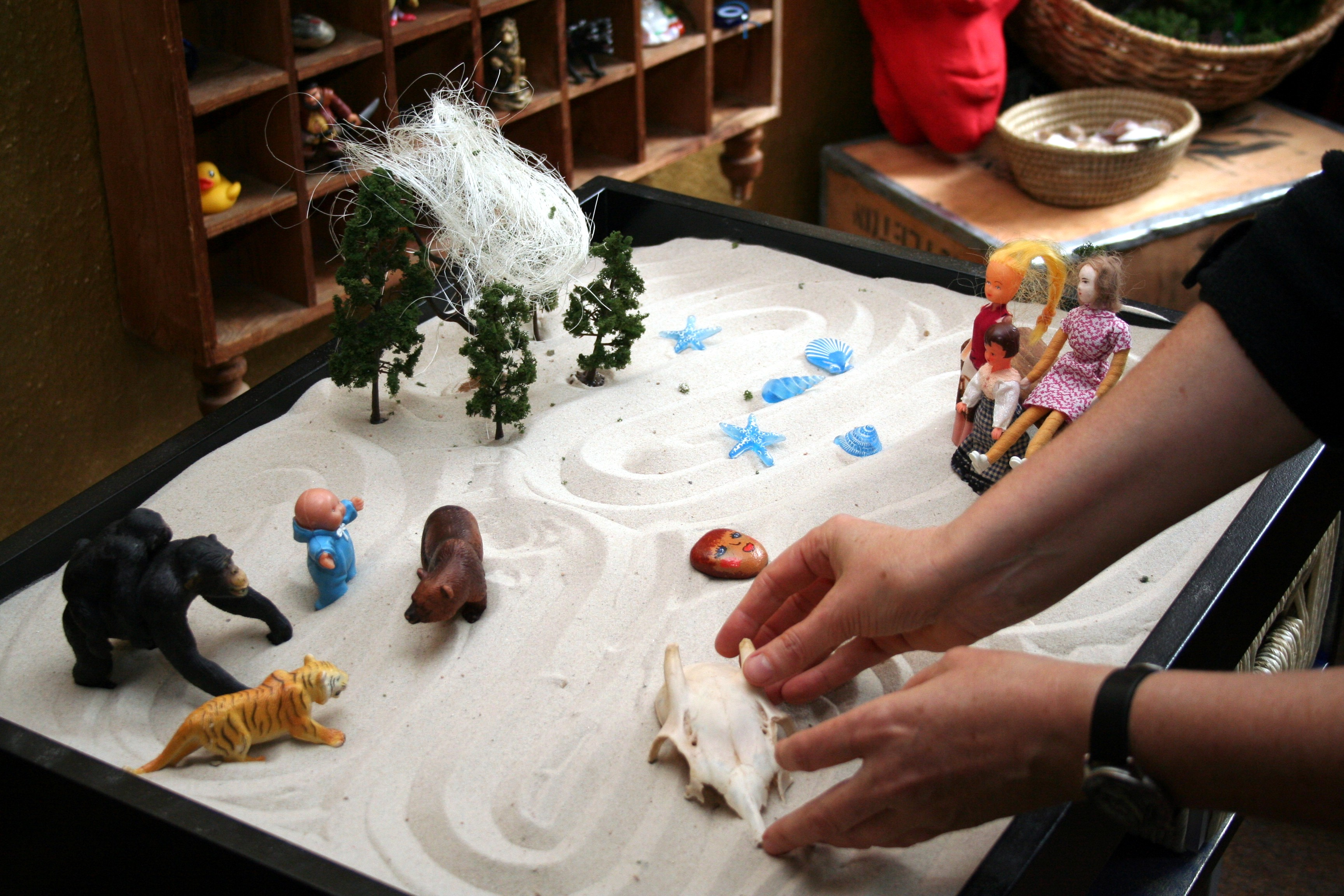
Un exemple de Jeu de sable

## Principe de la technique

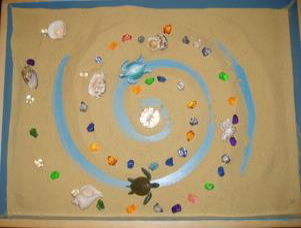
Un exemple de Jeu de sable

Le Jeu de sable se pratique au sein d'un accompagnement thérapeutique dit classique, mais plutôt d'obédience jungienne. Le principe consiste à disposer ou à faire évoluer des figurines symbolisant des aspects de la personnalité et des archétypes dans un espace « libre et protégé ». Le dispositif nécessite un matériel particulier : un bac contenant du sable, une carafe remplie d'eau et toute une collection de figurines en tout genre et de matériaux divers et variés.

## Arrière-plan théorique
De nombreux psychanalystes et psychothérapeutes, surtout américains et canadiens, ont intégré le Jeu de sable à leur pratique. Cependant, certains estiment qu’il ne s’agit pas véritablement d’un travail analytique, mais bien plutôt d'un outil d'expression libre complémentaire au travail thérapeutique de référence.

## Dora Maria Kalff
Dora Kalff (1904-1990) est thérapeute jungienne d'enfant à l'origine. Elle s'est formée à l’Institut Carl Gustav Jung de Zurich avant de parfaire sa formation à Londres auprès de Margaret Lowenfeld. À la fin des années 1950, Dora Kalff assoie sa méthode thérapeutique et décide de lui donner le nom de « Thérapie par le Jeu de sable » (« Sandplay Therapy »). Sa technique est principalement basée sur la psychologie des profondeurs de Carl Gustav Jung et sur le « Jeu du monde » créée par Margaret Lowenfeld, pédiatre innovante et fondatrice de l'une des premières cliniques psychologiques pour enfants en Angleterre en 1928 : « Children’s clinic for the treatment and study of nervous and delicate children ». Ce Jeu du monde consiste en un un plateau rempli de sable et des objets miniatures, dont le but est de donner forme à des contenus psychiques des enfants jusqu'ici difficilement accessibles. L'alliance de la psychologie jungienne et du Jeu de monde n'a pas seulement donné naissance à un outil adapté au travail avec les enfants. Le Jeu de sable s'est avéré être également un outil précieux dans le cadre de la thérapie avec les adultes. L'intérêt progressif de Dora Kalff, tout au long de sa vie, pour les philosophies orientales — en particulier le bouddhisme zen, le bouddhisme tibétain et le taoïsme — ont contribué à approfondir sa compréhension des créations dans le sable des patients ainsi que de l'attitude du thérapeute. Son livre Le Jeu de sable : méthode de psychothérapie publié pour la première fois en français en 1986 constitue une bonne introduction à sa méthode.
À partir du début des années 1980, le Jeu de sable s'est progressivement fait connaître en dehors de la Suisse et elle a voyagé pour enseigner sa méthode non seulement en Europe, mais aussi en Amérique et au Japon. Avec le temps, il est devenu nécessaire de fournir une structure plus formelle pour l'étude et la pratique de la Thérapie par le Jeu de sable afin de protéger, de développer et de diffuser sa pratique. C'est pour cette raison que le groupe de praticiens internationaux qui se réunissait régulièrement chez elle à Zurich a décidé de fonder l'International Society for Sandplay Therapy, fondé le 13 août 1985 dans sa maison de Zollikon.

## Un dispositif unique

### Le bac
Le bac est généralement conçu en bois avec des dimensions correspondant aux champs de vision d’une personne : longueur 75 cm x largeur 50 cm x hauteur des bords 7 cm. L’intérieur du bac est peint en bleu clair de manière à faciliter la représentation des éléments eau (mer, lac, rivière, etc.) et air (ciel, horizon, firmament, etc.). Le bac fait fonction de contenant psychique lors du temps de la séance, grâce à ses solides bords et à ses dimensions réconfortantes.

### Le sable
Le sable est naturel et provient de bords de mer, car celui-ci a la particularité de pouvoir être travaillé aussi bien sec que mouillé. Le sable représente une prima matera d’exception, il invite dans la majorité des cas le consultant à lâcher prise.

### La collection d'objets
La collection d’objets est hétéroclite et se compose de personnages, d’animaux, de moyens de transport, d’éléments naturels, de figurines historiques, mythologiques et fantastiques, de petits objets et symboles relatifs à différents aspects de la vie et, enfin, de matériaux de toute sorte. Plus la collection d’objets est diverse et variée plus les possibilités d’expression sont importantes.